# Górnośląskie Towarzystwo Lotnicze
Górnośląskie Towarzystwo Lotnicze SA w Katowicach – spółka zarządzająca Międzynarodowym Portem Lotniczym Katowice w Pyrzowicach; została zarejestrowana 6 marca 1991 roku. Istotą działalności przedsiębiorstwa jest wykonywanie badań niezbędnych dla przygotowania i wykonania transportu lotniczego, pasażerskiego i towarowego. Obecnie spółka realizuje swoje zadania w zakresie usług: czystościowo-porządkowych, remontowych, ochrony środowiska, gastronomicznych oraz wypożyczalni samochodów.

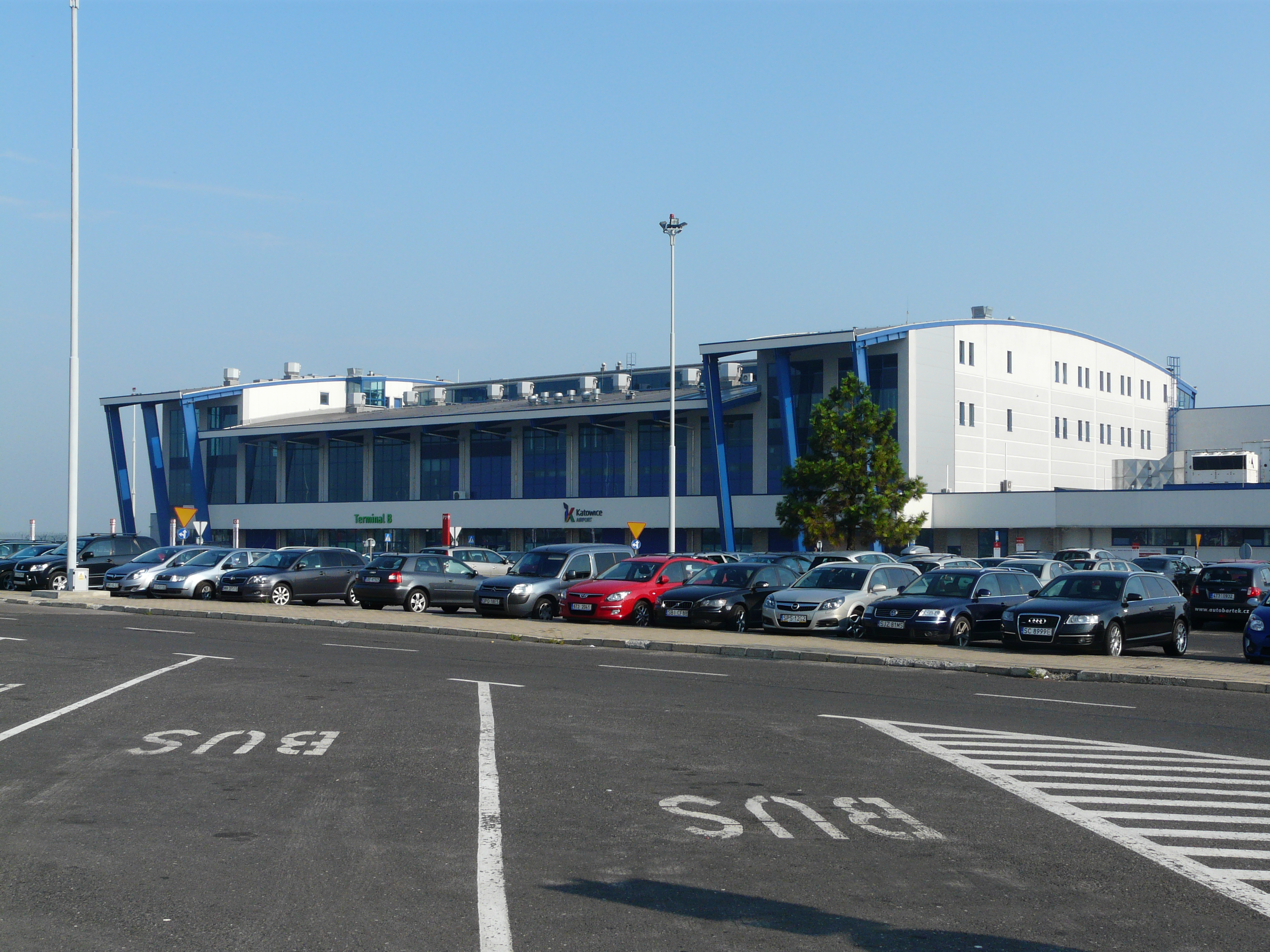
Lotnisko Katowice-Pyrzowice

## Cele przedsiębiorstwa
Głównym celem GTL SA jest zarządzanie portem lotniczym w sposób zapewniający bezpieczeństwo, efektywność i komfort użytkowników lotniska. GTL SA realizuje cele poprzez wypełnienie prawnych standardów operacyjnych i organizacyjnych, w tym utrzymanie i rozbudowę infrastruktury. Spółka realizuje także przedsięwzięcia, których celem jest zapewnienie odpowiedniego przygotowania portu w zakresie operacyjnym, organizacyjnym oraz kadrowym do dalszego rozwoju.

## Działania
Działania GTL SA ukierunkowane są na rozwój ruchu pasażerskiego, zarówno w segmencie przewozów regularnych, czarterowych, jak i general aviation. Spółka dąży do umacniania pozycji portu lotniczego w Katowicach jako centrum czarterowego Polski. Ponadto GTL SA podejmuje działania, których celem jest optymalny rozwój segmentu lotniczych przewozów towarowych. W tej kategorii ruchu Pyrzowice są liderem wśród portów regionalnych.

## Kapitał
Obecnie kapitał zakładowy Górnośląskiego Towarzystwa Lotniczego SA, po zarejestrowaniu obniżenia kapitału zakładowego postanowieniem Sądu Rejonowego Katowice-Wschód w Katowicach z dnia 12 stycznia 2015 roku, wynosi 137 069 300 zł. Głównymi akcjonariuszami spółki są:
- Węglokoks SA, który posiada 42,492% udziału w kapitale
- Województwo Śląskie, które posiada 34,883% udziału w kapitale
- PP „Porty Lotnicze”, które posiada 17,304% udziału w kapitale
- Gmina Katowice, która posiada 4,891% udziału w kapitale[2].